# Czarna Białostocka
Czarna Białostocka este un oraș situat în nord-estul Poloniei.